# Николай (Налимов)
Архиепископ Николай (в мире Николай Александрович Налимов; 19 июня 1852, Новая Ладога — 13 июля 1914, Санкт-Петербург) — епископ Русской православной церкви, архиепископ Владимирский и Суздальский. Духовный писатель.

## Биография
Родился 19 июня (1 июля) 1852 года в семье священника.
В 1873 году окончил Санкт-Петербургскую духовную семинарию, первым по списку. После этого поступил в Санкт-Петербургскую духовную академию, которую окончил в 1877 году со степенью кандидата богословия и был назначен преподавателем Александро-Невского училища в Санкт-Петербурге.
С 28 августа 1878 года — помощник инспектора и преподаватель в Санкт-Петербургской семинарии.
Здесь он скромно трудился, пользуясь исключительным доверием, любовью и уважением со стороны учеников. Во всех трудных случаях ученики обычно обращались прежде всего к нему, тогда ещё светскому Николаю Александровичу, — и он всегда находил добрый совет, утешение, материальную помощь.
Будучи ещё светским преподавателем, вёл уже монашеский образ жизни, отличался глубокой религиозностью, никогда не пропускал богослужений в семинарской церкви, подавая добрый пример учащимся. Всё это ещё более возвышало авторитет его среди учеников, так как они знали искренность и прямоту его натуры.
8 июня 1885 года пострижен в монашество, 12 июня рукоположен во иеромонаха.
С 17 января 1886 года назначен ректором Смоленской семинарии, а 26 января возведён в сан архимандрита. При нём был решён вопрос о строительстве нового здания семинарии и весной 1888 года начались строительные работы.
С 21 марта 1889 года — ректор Санкт-Петербургской духовной семинарии.
5 августа 1890 года хиротонисан во епископа Ладожского, викария Санкт-Петербургской епархии.
С 24 октября 1892 года — епископ Гдовский, викарий той же епархии.
С 13 ноября 1893 года — епископ Саратовский и Царицынский.
С 16 января 1899 года — архиепископ Финляндский и Выборгский.
В 1904 году награждён панагией с драгоценными камнями.
8 апреля 1905 году назначен архиепископом Тверским и Кашинским.
1 июля 1905 года — архиепископ Карталинский и Кахетинский, Экзарх Грузии. В 1905 году награждён правом ношения креста на клобуке. 9 июня 1906 года уволен от должности Экзарха.
С 23 июня 1906 года — архиепископ Владимирский и Суздальский.
В июне 1908 года хоронил в кафедральном Успенском соборе Владимира своего преемника по управлению Грузинским Экзархатом, архиепископа Никона (Софийского), убитого в Тифлисе.
Скончался 13 (26) июля 1914 года в покоях Александро-Невской лавры. Погребён на Никольском кладбище Александро-Невской Лавры.

## Политические взгляды
Николай отличался консерватизмом. Например, он запретил размещать в храмах Владимирской и Суздальской епархии атрибутику Союза русского народа, так как по уставу этой организации её членами могли быть старообрядцы. Святейший синод, куда Союз подал жалобу, предписал размещать в храмах символику этой организации только с согласия архиепископа.

## Труды
Кроме слов и речей, помещённых в «Прибавлениях к Церковным ведомостям», в отдельных оттисках имеются:
- Слово, произнесённое в день общего собрания членов братства препод. Авраамия;
- Поучение в день восшествия на престол Государя Александра Александровича;
- Речь при наречении его во епископа Ладожского // Прибавления к Церковным ведомостям. — 1890. — № 33. — С. 1085;
- Речь при погребении профессора М. О. Кояловича // Прибавления к Церковным ведомостям. — 1891. — № 35. — С. 558.